# Irena Tarłowska
Irena Tarłowska, także Irena Szenberg, właśc. Irena Tarłowska-Morawska ps. „Piotr Grabiec” (ur. 19 lutego 1918 w Warszawie, zm. 24 marca 1991, tamże) – polska dziennikarka, posłanka Krajowej Rady Narodowej (1943–1947).

## Życiorys
W 1935 ukończyła naukę w Gimnazjum im. Władysławy Lange w Warszawie. Następnie studiowała chemię w Wolnej Wszechnicy Polskiej, a w latach 1939–1941 kontynuowała naukę na Politechnice Lwowskiej. Od 1932 była zaangażowana w działalność lewicowego ruchu młodzieżowego, w tym Komunistycznego Związku Młodzieży Polski. W wyniku swojej działalności została aresztowana. Od 1942 należała do PPR. Przebywała w getcie warszawskim, z którego udało się jej wydostać. Działała w konspiracji, prowadząc nasłuch radiowy i redagując „Wiadomości Radiowe” – biuletyn radiowy PPR. Uczestniczyła także w walkach partyzanckich pod Wyszkowem, była oficerem oświatowym w oddziale Gwardii Ludowej o nazwie „Była załoga Treblinki”, składającego się w większości byłych strażników obozowych obozu zagłady w Treblince. Po śmierci dowódcy powróciła do Warszawy, gdzie ukrywała się u Jadwigi Koszutskiej-Issat.
Po II wojnie światowej była działaczką Związku Walki Młodych, należała do prezydium oraz była redaktorką „Walki Młodych”. Redagowała także „Życie Warszawy”, była zastępcą redaktora naczelnego „Głosu Robotniczego” w Łodzi, redaktorką naczelną „Gazety Robotniczej” we Wrocławiu i „Sztandaru Młodych”. Z tej ostatniej funkcji została odwołana w 1955 po opublikowaniu reportażu Ryszarda Kapuścińskiego, który w odpowiedzi na poemat Adama Ważyka w tygodniku „Nowa Kultura”, krytycznie odnoszący się do warunków w jakich pracują robotnicy w Nowej Hucie, przedstawiał stosunki pracownicze w niej panujące – opisał sytuację robotników, jako jeszcze gorszą niż w poemacie, opisując m.in. prostytucję wśród 14-letnich dziewcząt. Pomimo sprzeciwu Tarłowskiej, zespół redakcyjny gazety zażądał publikacji tekstu, po której zwolniono cenzora oraz Tarłowską, z czasem oboje przywrócono do pracy. Po październiku 1956 pracowała w Paryżu, gdzie kierowała pismem kierowanym do Polonii i emigrantów oraz zajmowała się tłumaczeniem literatury teatralnej z języka francuskiego i angielskiego.

### Działalność polityczna
Od 3 maja 1945 była posłanką Krajowej Rady Narodowej (1943–1947) Polskiej Partii Robotniczej. Zgłoszona do KRN z ramienia Związku Walki Młodych odwołana została 29 grudnia 1945. W KRN była sekretarzem Komisji Propagandowej.

### Życie prywatne
Pochodziła z zamożnego, postępowego, żydowskiego domu. Jej ojciec był kamienicznikiem, a matka gospodynią domową. Rodzina mieszkała w Warszawie na ulicy Podwale 19.
Jej pierwszym mężem był Ignacy Tarłowski, drugim zaś – Jerzy Morawski. Pochowana wraz z mężem j jego rodzicami na cmentarzu Wojskowym na Powązkach (kwatera A4-2-8).

## Odznaczenia
- Medal 10-lecia Polski Ludowej (1955)[12]